# Alcis cockaynei
Alcis cockaynei là một loài bướm đêm trong họ Geometridae.